# Mar del Hoyo
Mar del Hoyo (Barcelona, 1985) és una actriu de teatre, cinema i sèries de televisió catalana.
Estudià a l'Escola Eòlia, a La Casona, a El Timbal, a The Academy de Londres, a La Barraca i a la Central de Cine, ambdues de Madrid. Es feu especialment coneguda pel seu paper de Laia, la professora d'anglès, a la sèrie de TV3 Merlí. Actualment protagonitza una Maria Rosa contemporània al Teatre Nacional de Catalunya dirigida per Carlota Subirós.

## Obres

### Cinema
- La habitación de Fermat, dirigida per Luis Piedrahita, 2007
- Barcelona, nit d'estiu, dirigida per Dani de la Orden, 2013

### Sèries de televisió
- La Via Augusta, TV3 2007
- Hospital Central, Telecinco 2011
- Amar es para siempre, Antena 3 2011
- Gran Hotel, Antena 3 2011
- Isabel, TVE 2012
- Frágiles, Telecinco 2013
- Gym Toni, Cuatro 2014
- El ministerio del tiempo, TVE 2015
- Merlí, TV3 2015
- Crossing Line, NBC, AXN, Sat. 1, TF1, Rai 2 2015
- Com si fos ahir, TV3 2017

### Teatre
- La Monja Alférez, Teatro María Guerrero
- Adios a la infancia, una aventí de Marsé, Teatre Lliure 2013
- Maria Rosa, Teatre Nacional de Catalunya 2016